# Wonodadi (Plantungan)
Wonodadi is een bestuurslaag in het regentschap Kendal van de provincie Midden-Java, Indonesië. Wonodadi telt 4042 inwoners (volkstelling 2010).